# Campeonato Paraguayo de Fútbol 1907
El Campeonato Paraguayo de Fútbol 1907, en el que seguía en disputa la Copa el Diario, es el segundo oficial organizado por la hoy Asociación Paraguaya de Fútbol (entonces: Liga Paraguaya de Foot Ball Association). 
Resultó campeón el club Guaraní y vicecampeón el club Olimpia, repitiendo ambos las mismas posiciones del campeonato anterior, y en el caso del primero, manteniendo su condición de invicto. 

## Participantes
De este campeonato inaugural tomaron parte cuatro de los cinco clubes fundadores de la Liga, todos ellos de la capital del país: Olimpia, Guaraní, Libertad y Nacional; además de un club nuevo admitido ese año: el Atlántida, fundado en la Navidad de 1906 y también de Asunción. Todos estos equipos siguen existiendo y militan en divisiones del fútbol paraguayo.
Con los resultados y la calidad de ambos los dos mejores equipos, el choque entre Guaraní y Olimpia se fue consolidando como el primer clásico del fútbol paraguayo, conocido en el siglo XXI como clásico más añejo.
El número de equipos disminuyó con respecto a 1906, pues por motivos que no se conocen, no participaron en este torneo los clubes asuncenos General Díaz y 14 de Mayo.
Un caso llamativo es el del club El Porvenir de Ypacaraí, que pese a haber sido fundado en mayo de 1906, no participó ni en el primer campeonato ni en este, probablemente por ser del interior del país.

## Sistema de disputa
El campeonató se jugó con partidos de ida y vuelta de todos contra todos, es decir a dos ruedas, para un total de 10 fechas con dos encuentros cada una.

## Posiciones finales
| Pos. | Equipo    |
| ---- | --------- |
| 1ª   | Guaraní   |
| 2ª   | Olimpia   |
| 3ª   | Libertad  |
| 4    | Nacional  |
| 5    | Atlántida |

| Guaraní (invicto) 2º título |